# Vocabulaire japonais
Voici quelques mots de base de la langue japonaise classés par thème.
La prononciation est donnée en romaji.
- Vocabulaire de base
- Numération japonaise
- Jours de la semaine
- Mois de l'année
- Les dates
- Saisons
- Moyens de transport
- Dénomination d'une personne en japonais ; nom et prénoms japonais
- Couleurs en japonais